# 雅温得霹雳足球俱乐部
雅温得霹雳（法語：Tonnerre Yaoundé）是位于喀麦隆首都雅温得的一家职业足球俱乐部。俱乐部在1980年代有这非常杰出的表现，在10年间曾经5次夺得国家锦标赛的冠军头衔，并且取得过5次国家杯的冠军。俱乐部效力过最著名的球员有罗杰·米拉，尼高拔·桑治和前世界足球先生，利比里亚人乔治·维阿。球队在2005赛季中只取得第15名，从而降入了低级别联赛。

## 球队荣誉
- 非洲优胜者杯: 1次

1975年
- 喀麦隆足球甲级联赛

1981年，1983年，1984年，1987年，1988年
- 喀麦隆杯

1958年，1974年，1987年，1989年，1991年

## 知名球员
- 罗杰·米拉
- 尼高拔·桑治
- 乔治·维阿
- 卓卓

## 外部連結
- 官方网站